# دیک اسخوف
هندریکوس ویلهلموس ماریا دیک اسخوف (هلندی: Dick Schoof؛ زادهٔ ۸ مارس ۱۹۵۷) سیاست‌مدار اهل پادشاهی هلند است. او پس از معرفی در جریان تشکیل دولت هلند در سال‌های ۲۰۲۳–۲۰۲۴، به عنوان نخست‌وزیر هلند خدمت می‌کند. او پیش از این از سال ۲۰۲۰ تا ۲۰۲۴ به عنوان دبیرکل وزارت دادگستری و امنیت، از سال ۲۰۱۳ تا ۲۰۱۸ به عنوان هماهنگ‌کننده ملی امنیت و ضدتروریسم هلند، و از سال ۲۰۱۸ تا ۲۰۲۰ به عنوان مدیرکل سازمان اطلاعات هلند خدمت کرده است. در ۲ ژوئیه ۲۰۲۴، اسخوف به عنوان نخست‌وزیر هلند در کابینه خود سوگند یاد کرد و جانشین مارک روته شد.

## جوانی و تحصیل
دیک اسخوف در ۸ مارس ۱۹۵۷ در یک خانواده کاتولیک در سانتپورت به دنیا آمد. او یکی از هفت فرزند خانواده بود و پدرش کارمند شهرداری بود. در هشت سالگی، به همراه خانواده‌اش به هنگلو نقل مکان کرد و در آنجا به مدرسه رفت. از سال ۱۹۷۵ تا ۱۹۸۲، در دانشگاه رادبود در رشته برنامه‌ریزی شهری و منطقه‌ای تحصیل کرد.

## پیشینه سیاسی
اسخوف کار خود را به عنوان مشاور سیاست در آموزش و پرورش در انجمن شهرداری‌های هلند آغاز کرد و در سال ۱۹۸۸ به عنوان کارمند دولتی در وزارت آموزش و پرورش و علوم مشغول به کار شد. او در انحلال دپارتمان ساخت و ساز مدارس ابتدایی و میانجی‌گری مصالحه بین استیناف حزب دموکرات مسیحی هلند و حزب کارگر نقش داشت.
از سال ۱۹۹۶، اسخوف سمت‌های ارشد مختلفی در حوزه امنیت داشت. او قبل از منصوب شدن به عنوان مدیر ارشد خدمات مهاجرت و تابعیت در سال ۱۹۹۹، به عنوان معاون دبیرکل در وزارت امنیت و دادگستری خدمت می‌کرد. در آن زمان، هلند با هجوم پناهجویان به دلیل جنگ کوزوو مواجه بود و سازمان با حجم زیادی از درخواست روبرو بود. اسخوف مسئول اجرای اصلاحات در قانون بیگانگان بود که روند پناهندگی را ساده‌تر می‌کرد و او برای اخراج متقاضیانی که واجد شرایط نبودند، تلاش می‌کرد. تعداد درخواست‌های پناهندگی کاهش یافت، که اسخوف آن را به سیاست‌های سختگیرانه‌تر مهاجرت نسبت داد.
اسخوف در سال ۲۰۰۳ به عنوان مدیرکل وزارت کشور و روابط پادشاهی گمارده شد و مسئول تجدید ساختار نیروی پلیس از تعدادی سازمان منطقه‌ای به یک سپاه ملی واحد پلیس بود.
پس از فعالیت به عنوان مدیرکل در وزارت امنیت و دادگستری، اسخوف به عنوان هماهنگ‌کننده ملی امنیت و مبارزه با تروریسم منصوب شد. او به کارمندانش اجازه داد تا تروریست‌های بالقوه را در رسانه‌های اجتماعی زیر نظر بگیرند. پس از سقوط پرواز شماره ۱۷ هواپیمایی مالزی، او پاسخ بحران هلند را هماهنگ کرد و روابط خود را با نخست‌وزیر مارک روته تقویت کرد. اسخوف از سال ۲۰۱۸ تا ۲۰۲۰ به عنوان مدیرکل سازمان اطلاعات (اداره اطلاعات و امنیت عمومی) خدمت کرد و تلاش کرد تا آژانس را از طریق همکاری با موسسات و دانشگاه‌ها بیشتر در معرض دید قرار دهد.
در سال ۲۰۱۹، او به وزارت آموزش و پرورش و شهرداری آمستردام هشدار داد که حامیان جنبش سلفی در هیئت مدیره یک مدرسه اسلامی حضور دارند. پیام او به عنوان راهی برای اعمال فشار تلقی شد و به دلیل برانگیختن دوقطبی شدن، مورد انتقاد قرار گرفت.
در دسامبر ۲۰۱۹، اعلام شد که اسخوف به عنوان دبیرکل وزارت دادگستری و امنیت منصوب خواهد شد. این انتصاب در ۱ مارس ۲۰۲۰ اجرایی شد. او در مذاکرات اصلاحات پناهندگی که منجر به فروپاشی کابینه چهارم روته در ژوئیه ۲۰۲۳ شد، شرکت داشت. با رسیدن به سن قانونی بازنشستگی در مارس ۲۰۲۴، اسخوف تصمیم به بازنشستگی نگرفت و برای ادامه کار برای سه سال دیگر معاف شد.
اسخوف یکی از اعضای منفعل حزب کارگر بود تا اینکه در اوایل سال ۲۰۲۱ حزب را ترک کرد. پس از پیروزی حزب برای آزادی در انتخابات عمومی نوامبر ۲۰۲۳، اسخوف در مصاحبه‌ای آن را نشانه بی‌اعتمادی به دولت خواند.
در ۱۶ مه ۲۰۲۴، حزب برای آزادی(PVV) یک توافقنامه ائتلاف جناح راست با حزب «خلق برای آزادی و دموکراسی»، «قرارداد اجتماعی جدید»، و جنبش کشاورز–شهروند ارائه کرد. به عنوان بخشی از مذاکرات، چهار رهبر حزب موافقت کردند که هیچ‌یک از آنها به عنوان نخست‌وزیر خدمت نکنند. اسخوف متعاقباً در ۲۸ مه ۲۰۲۴ توسط احزاب ائتلاف تحت رهبری ریچارد فان زوول برای پست نخست‌وزیری نامزد شد. او در ۲ ژوئیه توسط پادشاه ویلم-الکساندر سوگند یاد کرد.
اسخوف در ۲ ژوئیه ۲۰۲۴ جانشین مارک روته به عنوان نخست‌وزیر هلند شد. در پی مذاکرات ناموفق ائتلاف پس از انتخابات عمومی هلند در سال ۲۰۲۳، او به عنوان نخست‌وزیر سازش مستقل سوگند یاد کرد.

## زندگی شخصی
اسخوف در زوترمیر با شریک زندگی خود زندگی می‌کند. او با همسر سابقش، یولاندا سنف، دو دختر به نام‌های یاسمین و سلین دارد که از چین به فرزندی پذیرفته شده‌اند. او به دویدن علاقه دارد و اولین ماراتن خود را در سال ۱۹۸۷ و هجدهمین ماراتن خود را در سال ۲۰۲۴ به پایان رسانده است.
اسخوف کاتولیک است.